# Gimnastyka sportowa na Igrzyskach Śródziemnomorskich 1963
Zawody gimnastyczne na Igrzyskach Śródziemnomorskich 1963 odbyły się w dniach 22-23 września w Neapolu.

## Tabela medalowa
| Poz. | Państwo    |   |   |   | Razem: |
| ---- | ---------- | - | - | - | ------ |
| 1    | Włochy     | 5 | 4 | 5 | 14     |
| 2    | Jugosławia | 2 | 3 | 2 | 7      |
| 3    | Egipt      | 1 | 0 | 0 | 1      |
| 4    | Francja    | 0 | 1 | 1 | 2      |
| Poz. | Razem:     | 8 | 8 | 8 | 24     |

## Wyniki
| konkurencja                 | złoto | złoto      | srebro                       | srebro     | brąz                         | brąz       |
| --------------------------- | --- | ---------- | ---------------------------- | ---------- | ---------------------------- | ---------- |
| Wielobój indywidualnie      | Miroslav Cerar · Jugosławia                                                                                                | 58.20 pkt  | Giovanni Carminucci · Włochy | 57.90 pkt  | Franco Manichelli · Włochy   | 57.65 pkt  |
| Ćwiczenia wolne             | Franco Menichelli · Włochy                                                                                                 | 19.60 pkt  | Miroslav Cerar · Jugosławia  | 19.40 pkt  | Giovanni Carminucci · Włochy | 19.35 pkt  |
| Ćwiczenia na koniu z łękami | Miroslav Cerar · Jugosławia                                                                                                | 19.65 pkt  | Giovanni Carminucci · Włochy | 19.35 pkt  | Angelo Vicardi · Włochy      | 19.20 pkt  |
| Ćwiczenia na kółkach        | Sharaf Abdel Waress · Egipt                                                                                                | 19.50 pkt  | Giovanni Carminucci · Włochy | 19.25 pkt  | Franco Menichelli · Włochy   | 19.20 pkt  |
| Skok                        | Franco Menichelli · Włochy                                                                                                 | 19.40 pkt  | Vincenzo Siligo · Włochy     | 19.20 pkt  | Miroslav Cerar · Jugosławia  | 19.20 pkt  |
| Ćwiczenia na poręczach      | Giovanni Carminucci · Włochy                                                                                               | 19.45 pkt  | Miroslav Cerar · Jugosławia  | 19.35 pkt  | Angelo Vicardi · Włochy      | 19.20 pkt  |
| Ćwiczenia na drążku         | Giovanni Carminucci · Włochy                                                                                               | 19.55 pkt  | Miroslav Cerar · Jugosławia  | 19.45 pkt  | Christian Guiffroy · Francja | 19.20 pkt  |
| Wielobój drużynowo          | Włochy · Giovanni Carminucci · Pasquale Carminucci · Luigi Cimnaghi · Franco Menichelli · Vincenzo Siligo · Angelo Vicardi | 284.15 pkt | Francja ·                    | 276.80 pkt | Jugosławia ·                 | 276.25 pkt |